# Tunari, Teleorman
Tunari este un sat în comuna Botoroaga din județul Teleorman, Muntenia, România. Se află în partea de est a județului, în Câmpia Găvanu-Burdea, pe Câlniștea. La recensământul din 2002 avea o populație de 294 locuitori.